# Fritz Briel
Fritz Briel (Düsseldorf, Renânia do Norte-Vestfália, 24 de outubro de 1934 – 15 de março de 2017) foi um canoísta alemão especialista em provas de velocidade.

## Carreira
Foi vencedor da medalha de prata em K-2 10000 m em Melbourne 1956, junto com o colega de equipa Theodor Kleine.